# Ambo (Peru)
Ambo ist die Hauptstadt der Provinz Ambo in der Region Huánuco in Zentral-Peru. Die Stadt ist außerdem Verwaltungssitz des gleichnamigen Distrikts. Beim Zensus 2017 wurden 7444 Einwohner gezählt.
Die Stadt liegt 22 km südlich der Regionshauptstadt Huánuco auf einer Höhe von 2064 m im Flusstal des Río Huallaga an der Einmündung dessen linken Nebenflusses Río Huertas. Die Nationalstraße 3N führt durch die Stadt.